# 알코르 스타디움
알코르 스타디움(Al Khor Stadium)은 카타르 알코르에 있는 다목적 스타디움으로, 알코르 SC의 홈구장이다. 경기장의 수용 인원은 12,000명이며, 카타르 스타스 리그에서 평균 규모의 경기장이다. 